# Claret (Alpy Górnej Prowansji)
Claret – miejscowość i gmina we Francji, w regionie Prowansja-Alpy-Lazurowe Wybrzeże, w departamencie Alpy Górnej Prowansji.

## Demografia
Według danych na rok 1990 gminę zamieszkiwało 189 osób, a gęstość zaludnienia wynosiła 9 osób/km². W styczniu 2015 r. Claret zamieszkiwały 264 osoby, przy gęstości zaludnienia wynoszącej 12,5 osób/km².